# Steirastoma thunbergii
Steirastoma thunbergii là một loài bọ cánh cứng trong họ Cerambycidae.